# Markéta z Foix
Markéta z Foix (francouzsky Marguerite de Foix, 1449? – 15. května 1486) byla bretaňská vévodkyně v letech 1474 až 1486.

## Život
Narodila se jako dcera hraběte Gastona IV. z Foix a Eleonory, dcery aragonského krále Jana II.
Dne 27. června 1474 se v Clissonu stala druhou manželkou ovdovělého bretaňského vévody Františka II. a na místo mužského dědice mu porodila dvě dcery. Zemřela roku 1486 a byla pohřbena v katedrále svatého Petra a Pavla vedle svého manžela a jeho první choti Markéty Bretaňské, v hrobce pojmenované Hrobka Františka II. Bretaňského, která je významným dílem rané francouzské renesance. Její bohatě ilustrované Hodinky jsou nyní v depozitáři londýnského Victoria and Albert Muzea.